# نيجني تاجيل
نيجني تاجيل (بالروسية: Нижний Тагил) هي إحدى مدن روسيا في الكيان الفدرالي الروسي سفيردلوفسك أوبلاست.

## المناخ
يظهر الجدول التالي التغييرات المناخية على مدار السنة لنيجني تاجيل:
| البيانات المناخية لـنيجني تاجيل   | البيانات المناخية لـنيجني تاجيل | البيانات المناخية لـنيجني تاجيل | البيانات المناخية لـنيجني تاجيل | البيانات المناخية لـنيجني تاجيل | البيانات المناخية لـنيجني تاجيل | البيانات المناخية لـنيجني تاجيل | البيانات المناخية لـنيجني تاجيل | البيانات المناخية لـنيجني تاجيل | البيانات المناخية لـنيجني تاجيل | البيانات المناخية لـنيجني تاجيل | البيانات المناخية لـنيجني تاجيل | البيانات المناخية لـنيجني تاجيل | البيانات المناخية لـنيجني تاجيل |
| الشهر                             | يناير                           | فبراير                          | مارس                            | أبريل                           | مايو                            | يونيو                           | يوليو                           | أغسطس                           | سبتمبر                          | أكتوبر                          | نوفمبر                          | ديسمبر                          | المعدل السنوي                   |
| --------------------------------- | ------------------------------- | ------------------------------- | ------------------------------- | ------------------------------- | ------------------------------- | ------------------------------- | ------------------------------- | ------------------------------- | ------------------------------- | ------------------------------- | ------------------------------- | ------------------------------- | ------------------------------- |
| الدرجة القصوى °م (°ف)             | 11.1 (52.0)                     | 11.1 (52.0)                     | 30.2 (86.4)                     | 30.0 (86.0)                     | 33.9 (93.0)                     | 33.9 (93.0)                     | 34.6 (94.3)                     | 37.2 (99.0)                     | 29.4 (84.9)                     | 22.6 (72.7)                     | 12.3 (54.1)                     | 4.9 (40.8)                      | 37.2 (99.0)                     |
| متوسط درجة الحرارة الكبرى °م (°ف) | −11.5 (11.3)                    | −9.6 (14.7)                     | −0.8 (30.6)                     | 8.1 (46.6)                      | 15.5 (59.9)                     | 20.8 (69.4)                     | 22.7 (72.9)                     | 19.4 (66.9)                     | 13.2 (55.8)                     | 4.6 (40.3)                      | −4.6 (23.7)                     | −9.7 (14.5)                     | 5.7 (42.3)                      |
| المتوسط اليومي °م (°ف)            | −14.7 (5.5)                     | −13.7 (7.3)                     | −5.2 (22.6)                     | 3.0 (37.4)                      | 9.7 (49.5)                      | 15.1 (59.2)                     | 17.2 (63.0)                     | 14.2 (57.6)                     | 8.6 (47.5)                      | 1.4 (34.5)                      | −7.2 (19.0)                     | −12.4 (9.7)                     | 1.3 (34.3)                      |
| متوسط درجة الحرارة الصغرى °م (°ف) | −19.0 (−2.2)                    | −18.7 (−1.7)                    | −10.8 (12.6)                    | −2.8 (27.0)                     | 2.8 (37.0)                      | 8.1 (46.6)                      | 10.8 (51.4)                     | 8.6 (47.5)                      | 3.7 (38.7)                      | −2.0 (28.4)                     | −10.7 (12.7)                    | −16.3 (2.7)                     | −3.9 (25.0)                     |
| أدنى درجة حرارة °م (°ف)           | −45.0 (−49.0)                   | −42.0 (−43.6)                   | −36.1 (−33.0)                   | −27.2 (−17.0)                   | −12.8 (9.0)                     | −5.0 (23.0)                     | 0.0 (32.0)                      | −2.6 (27.3)                     | −7.8 (18.0)                     | −27.0 (−16.6)                   | −38.9 (−38.0)                   | −46.0 (−50.8)                   | −46.0 (−50.8)                   |
| الهطول مم (إنش)                   | 32.5 (1.28)                     | 27.6 (1.09)                     | 24.0 (0.94)                     | 32.9 (1.30)                     | 54.7 (2.15)                     | 55.6 (2.19)                     | 95.9 (3.78)                     | 78.5 (3.09)                     | 57.4 (2.26)                     | 37.3 (1.47)                     | 27.7 (1.09)                     | 25.4 (1.00)                     | 549.5 (21.63)                   |
| متوسط أيام هطول الأمطار           | 18.2                            | 14.5                            | 16.7                            | 11.9                            | 13.3                            | 13.6                            | 9.1                             | 12.6                            | 13.2                            | 17.4                            | 20.6                            | 17.8                            | 178.9                           |
| متوسط الرطوبة النسبية (%)         | 77.0                            | 72.9                            | 70.2                            | 63.9                            | 63.3                            | 71.3                            | 72.6                            | 78.2                            | 79.4                            | 78.5                            | 79.3                            | 78.5                            | 73.8                            |
| ساعات سطوع الشمس الشهرية          | 49.6                            | 89.6                            | 124.0                           | 201.0                           | 235.6                           | 243.0                           | 282.1                           | 201.5                           | 132.0                           | 71.3                            | 33.0                            | 34.1                            | 1٬696٫8                         |
| المصدر: Climatebase               |                                 |                                 |                                 |                                 |                                 |                                 |                                 |                                 |                                 |                                 |                                 |                                 |                                 |

## توأمة
لنيجني تاجيل اتفاقيات توأمة مع كل من:
- Františkovy Lázně [الإنجليزية]‏
- كريفي ريه
- خب
- نوفوكوزنتسك
- برست
- تشاتانوغا
- ماريانسكي لازني

## أعلام
- سيرغي جوسيف
- ماكسيم كانونيكوف
- إيغور دولماتوف
- فاديم ايفانوف
- يوري كولوموتس